# ツラニズム
ツラニズム（英語: Turanism）, 汎ツラニズム（英: pan-Turanism）、汎ツラン主義とは、中央アジアを起源とするとされる様々な民族の民族的・文化的統一性を主張する動きである。イラン語で中央アジアを意味する単語「ツラン」を用いて汎ツラニズムと呼び、他の汎スラブ主義、汎ゲルマン主義、汎イラン主義、汎ケルト主義、汎スカンジナビア主義、汎トルコ主義等、他の汎ナショナリストの政治イデオロギーと類似する。

## 概要
この政治イデオロギーはフィンランド人ナショナリストで言語学者のマティアス・カストレンに起源を発する。カストレンは汎ツラニズムのイデオロギー、すなわちウラル・アルタイ系民族の人種的な統一性と将来にわたる重要性の信念を擁護し、フィン人は中央アジア（アルタイ山脈）に起源をもち、ハンガリー人、テュルク人、モンゴル人などを含む民族集団の一部であったと結論付けた。カストレンは汎トルコ主義におけるすべてのテュルク人のみならず、より広範に類縁関係のツラン人種、すなわち「ツラン語族」の話者としてウラル・アルタイ人種の団結を唱えたのである。アーリアンという語のように、〈ツラニアン〉と言う語は言語学用語として主に用いられ、ウラル・アルタイ語族に相当するものとされた。

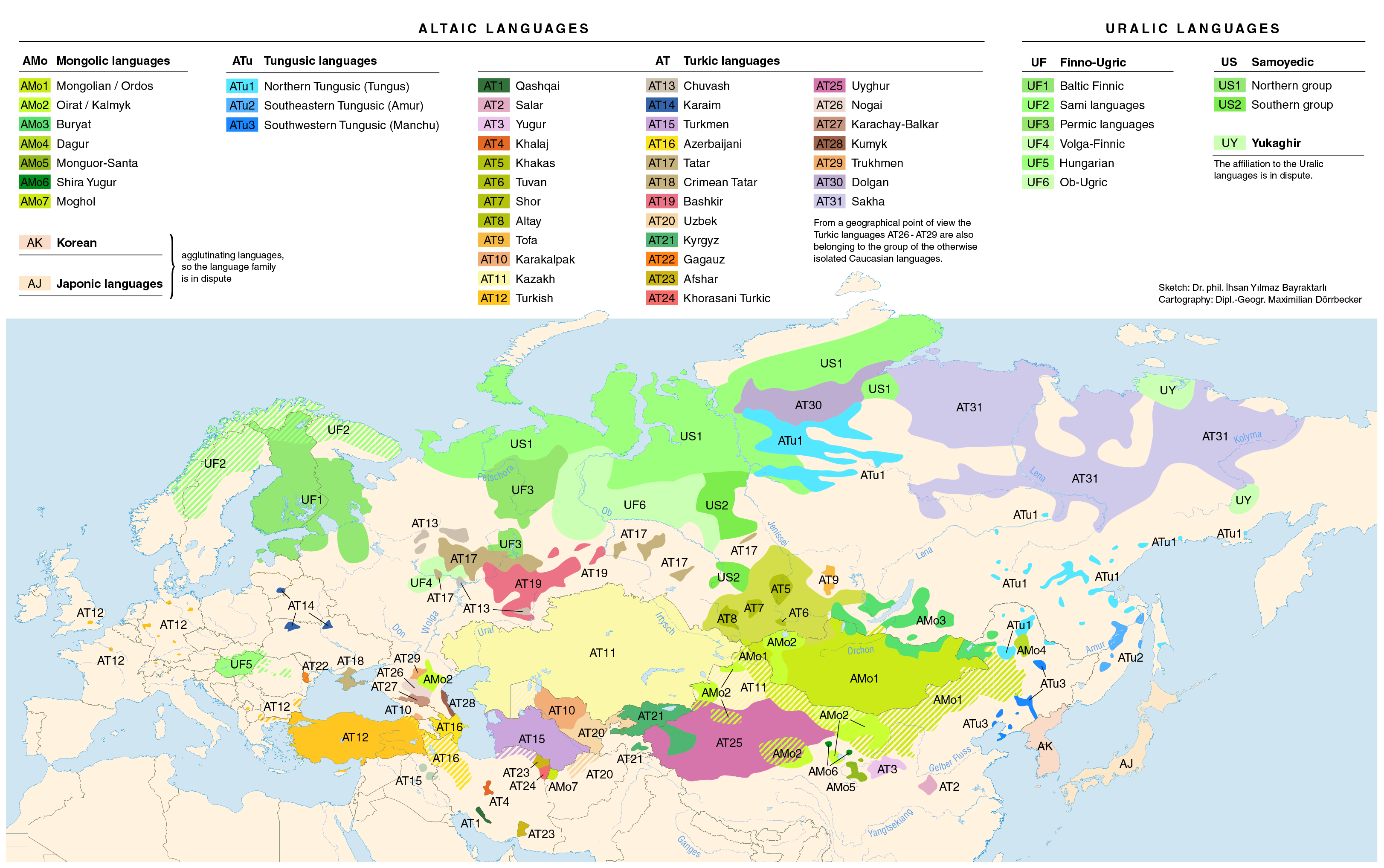
「アルタイ語」、チュルク語、ウラル語を話す地域を示すユーラシアの地図。
凡例＝AJ：日本語。AK：朝鮮語。青色系（ATu1–3）＝ツングース語族。緑色系（AMo1–7）＝モンゴル語族。チュルク語族：AT1–31。フィン・ウゴル系民族：UF1–6。サモエード語派：US1–2。ユカギール語族：UY。

ツラニズムはウラル・アルタイ系民族全てを統合する政治的動きであるが、その包括範囲については様々な意見がある。有名なツラン学者ズィヤ・ギョカルプはツラニズムをテュルク系民族のみに適用し、ツラン系の他のフィン人、マジャール人、朝鮮人、日本人といった民族とは文化的に異なるとして、ツラニズムの範囲を汎トルコ主義の範囲まで狭めた。「ツラン人は兄弟であり、協力」が必要であるとする考えは、汎スラブ主義の「スラブ人は兄弟で、協力しなければならない」という考えに従ったものである。
第一次世界大戦中にロスロップ・スタッダード（1883-1950）は以下のように描写した。
"北欧からアジアにわたり、バルト海から太平洋まで、そして地中海から北極海にかけて、民族学者が「ウラル・アルタイ人種」、より一般的には「ツラン人」と呼ぶ民族の帯がのびている。このグループは最も広範囲に散らばった人々 — イスタンブールとアナトリアのオスマントルコ人、中央アジアとペルシャのトルクメン人、ロシア南部と南コーカサスのタタール人、ハンガリーのマジャル人、フィンランドとバルト海沿岸のフィン人、シベリアの先住民、そしてモンゴル人や満洲人 — を含んでいる。その文化、伝統、外見は多様だが、これらの民族には共通する際だった特徴がある。彼らの言語はみな類似し、さらに重要なことに、物質的、精神的表象は疑う余地のないほど似ている。
現在はウラル・アルタイ語族仮説は受け入れられていないが、1920年代-1930年代には、ツラン協会のトルコ支部、ハンガリー支部、日本支部、朝鮮支部を生み出すきっかけとなった。

## 日本におけるツラン運動
中心的活動家として今岡十一郎、角岡知良、野副重遠、北川鹿蔵らがいた。今岡はハンガリーの民俗学者バラートシ・バログ・ベネデクがアイヌ研究に来日した際に通訳を務め、1920年代にバラートシが再来日した際にツラニズムの日本普及に協力するよう求められた。